# Mange, ceci est mon corps
Pour plus de détails, voir Fiche technique et Distribution.
Mange, ceci est mon corps est un film franco-haïtien réalisé par Michelange Quay et sorti en 2008.

## Synopsis
À Haïti, une femme blanche (Sylvie Testud) vit dans ses fantasmes coloniaux et entreprend de nourrir et d'éduquer la population défavorisée, qu'elle considère comme les damnés de la Terre.

## Fiche technique
- Titre français : Mange, ceci est mon corps
- Réalisation : Michelange Quay
- Scénario : Michelange Quay
- Photographie : Thomas Ozoux
- Décors : Valérie Massadian
- Son : Nicolas Leroy
- Montage : Jean-Marie Lengellé
- Musique : Magic Malik
- Production :  Cinémadefacto - Les Films à un dollar - Union Films
- Distribution : Shellac
- Pays d'origine :  France -  Haïti
- Format : couleur
- Genre : drame
- Durée : 105 minutes
- Date de sortie : France - 22 octobre 2008

## Distribution
- Sylvie Testud : Madame
- Catherine Samie : La mère de Madame
- Hans Dacosta Saint-Val : Patrick
- Jean Noël Pierre : L'albinos

## Tournage
Une partie du tournage a eu lieu en Indre-et-Loire pendant l'été 2006.

## Distinctions

### Sélections
- Festival de Cannes 2008 (programmation de l'ACID)[2]
- Festival international du film d'Édimbourg 2008
- Festival international du film de Seattle 2008
- Festival international du cinéma indépendant de Buenos Aires 2008
- New Directors New Films New York 2008
- Festival international de Hong Kong 2008

### Récompense
- Grand prix du jury au Festival international du film de Miami 2008